# Lštín
Lštín (německy Irresdorf) je zaniklá obec na území obce Polná na Šumavě v okrese Český Krumlov. Obci se lidově říkalo Hirašdoif.

## Historie
První písemná zmínka je z roku 1284, kdy byla ves pojmenována jako Jurik(s)lag,  což patrně znamenalo Jiříkova paseka. Název vsi byl postupně různě modifikován, užívaly se tvary Jiriksdorf, Chirichsdorf, Giresdorf. V 19. století se pojmenování vsi ustálilo na Irresdorf. Souběžně byl od roku 1483 uváděn název Lsstin, předtím v roce 1445 byl uveden název Lsstien, Chirichsdorf.
V polovině 19. století se Lštín stal obcí s osadami Dětochov, Květušín, Polečnice a Polná na Šumavě, později pak byl osadou obce Záhoří. V letech 1938 až 1945 byla ves v důsledku uzavření Mnichovské dohody přičleněna k nacistickému Německu. V letech 1950 až 2015 byl součástí vojenského újezdu Boletice. Od 1. ledna 2016 je součástí obce Polná na Šumavě.

### Historické údaje o počtu obyvatel a domů
|                | 1869 | 1880 | 1890 | 1900 | 1910 | 1921 | 1930 | 1950 |
| Počet obyvatel | 134  | 148  | 166  | 166  | 150  | 158  | 177  | 57   |
| Počet domů     | 17   | 22   | 22   | 22   | 22   | 23   | 24   | 12   |

Zdroj: Historický lexikon obcí České republiky  1869 - 2011